# Купа на носителите на купи 1962/63
Купата на носителите на купи 1962/63 е третото издание на турнира за европейски носители на национални купи по футбол. В него участват 25 клуба, сред тях настоящият носител на трофея Атлетико Мадрид, 20 актуални носители на национални купи и 3 загубили финалиста (Витория Сетубал, Портадаун и Грац). България е представена от Ботев Пловдив. За първи път български отбор достига до четвъртфинал в европейски клубен турнир. Унгария изпраща отново своя вицешампион (Дожа Уйпещ), тъй като националната купа се провежда за пръв път едва през 1967 г.
Финалът се играе на 15 май 1963 г. на стадион Де Куйп в Ротердам.

## Първи кръг
Първите срещи се състоят между 5 и 20 септември, а реваншите са между 18 септември и 3 октомври 1962 г.
|                   | Общ резултат |                        | 1-ви мач | 2-ри мач |
| ----------------- | ------------ | ---------------------- | -------- | -------- |
| Алианс Дюделанж   | 2:9          | Болдклубен 1909 Оденсе | 1:1      | 1:8      |
| ОФК Белград       | 5:3          | Хеми Хале              | 2:0      | 3:3      |
| Олимпиакос        | (1)          | Хибърниънс Паола       |          |          |
| Глазгоу Рейнджърс | 4:2          | Севиля                 | 4:0      | 0:2      |
| Бангор Сити       | 3:3          | Наполи                 | 2:0      | 1:3      |
| Дожа Уйпещ        | 5:0          | Заглембе Сосновец      | 5:0      | 0:0      |
| Стяуа Букурещ     | 4:7          | АСК Ботев              | 3:2      | 1:5      |
| Лозана            | 5:4          | Спарта Ротердам        | 3:0      | 2:4      |
| Сент Етиен        | 4:1          | Витория Сетубал        | 1:1      | 3:0      |

## Първа среща
| 13 септември 1962 |

| Стяуа Букурещ                                     | 3 – 2 | АСК Ботев                                 |
| ------------------------------------------------- | ----- | ----------------------------------------- |
| Флори Войня 42' Джордже Константин 67' Кришан 86' |       | 33' Георги Аспарухов 48' Георги Аспарухов |

| Стяуа, Букурещ |

## Втора среща
| 19 септември 1962 |

| АСК Ботев                                                                                               | 5 – 1 | Стяуа Букурещ |
| --- | ----- | ------------- |
| Виден Апостолов 7' Георги Аспарухов 14' Георги Аспарухов 30' Георги Аспарухов 44' Динко Дерменджиев 60' |       | 50' Тътару    |

| Христо Ботев, Пловдив 25 000 зрители |

### Трета среща
Срещата се състои на 10 октомври 1962 г.
|             | Резултат |        |
| ----------- | -------- | ------ |
| Бангор Сити | 1:2      | Наполи |

## Втори кръг
Първите срещи се състоят между 18 октомври и 14 ноември, а реваншите са на 7/14/21 и 28 ноември 1962 г.
|                 | Общ резултат |                        | 1-ви мач | 2-ри мач |
| --------------- | ------------ | ---------------------- | -------- | -------- |
| Сент Етиен      | 0:3          | Нюрнберг               | 0:0      | 0:3      |
| Атлетико Мадрид | 5:0          | Хибърниънс Паола       | 4:0      | 1:0      |
| Шамрок Роувърс  | 0:5          | АСК Ботев              | 0:4      | 0:1      |
| Грац            | 4:6          | Болдклубен 1909 Оденсе | 1:1      | 3:5      |
| Тотнъм Хотспър  | 8:4          | Глазгоу Рейнджърс      | 5:2      | 3:2      |
| ОФК Белград     | 7:4          | Портадаун              | 5:1      | 2:3      |
| Лозана          | 1:2          | Слован Братислава      | 1:1      | 0:1      |
| Дожа Уйпещ      | 2:2          | Наполи                 | 1:1      | 1:1      |

## Първа среща
| 24 октомври 1962 |

| Шамрок Роувърс | 0 – 4 | АСК Ботев                                                               |
| -------------- | ----- | ----------------------------------------------------------------------- |
|                |       | 2' Георги Аспарухов 47' Стоичко Пешев 70' Георги Попов 78' Георги Попов |

| Шамрок |

## Втора среща
| 14 ноември 1962 |

| АСК Ботев        | 1 – 0 | Шамрок Роувърс |
| ---------------- | ----- | -------------- |
| Стоичко Пешев 2' |       |                |

| Христо Ботев, Пловдив 32 000 зрители |

### Трета среща
Срещата се състои на 4 декември 1962 г.
|            | Резултат |        |
| ---------- | -------- | ------ |
| Дожа Уйпещ | 1:3      | Наполи |

## Четвъртфинал
Първите срещи се състоят на 5/6/27 февруари и 21 март, а реваншите са на 13/13/20 и 24 март 1963 г.
|                        | Общ резултат |                 | 1-ви мач | 2-ри мач |
| ---------------------- | ------------ | --------------- | -------- | -------- |
| ОФК Белград            | 3:3          | Наполи          | 2:0      | 1:3      |
| АСК Ботев              | 1:5          | Атлетико Мадрид | 1:1      | 0:4      |
| Слован Братислава      | 2:6          | Тотнъм Хотспър  | 2:0      | 0:6      |
| Болдклубен 1909 Оденсе | 0:7          | Нюрнберг        | 0:1      | 0:6      |

## Първа среща
| 27 февруари 1963 |

| АСК Ботев         | 1 – 1 | Атлетико Мадрид |
| ----------------- | ----- | --------------- |
| Стоичко Пешев 16' |       | 74' Рамиро      |

| Христо Ботев, Пловдив 40 000 зрители |

## Втора среща
| 13 март 1963 |

| Атлетико Мадрид                                          | 4 – 0 | АСК Ботев |
| -------------------------------------------------------- | ----- | --------- |
| Аделардо Родригес 10' Чузо 25' Енрике Колар 65' Чузо 85' |       |           |

| Висенте Калдерон, Мадрид |

### Трета среща
Срещата се състои на 3 април 1963 г.
|             | Резултат |        |
| ----------- | -------- | ------ |
| ОФК Белград | 3:1      | Наполи |

## Полуфинал
Първите срещи се състоят на 10 и 24 парил, а реваншите са между 24 април и 1 май 1963 г.
|                 | Общ резултат |                | 1-ви мач | 2-ри мач |
| --------------- | ------------ | -------------- | -------- | -------- |
| Атлетико Мадрид | 3:2          | Нюрнберг       | 2:0      | 1:2      |
| ОФК Белград     | 2:5          | Тотнъм Хотспър | 1:2      | 1:3      |

## Финал
| 15 май 1963 |

| Атлетико Мадрид  | 1 – 5 | Тотнъм Хотспър                           |
| ---------------- | ----- | ---------------------------------------- |
| Колар 47' (дуз.) |       | 16', 80' Грийвс 35' Уайт 67', 85' Дайсън |

| Де Куйп, Ротердам 49 143 зрители Съдия: Андрийс ван Лойвен |

| КНК 1962/63                |
| -------------------------- |
| Англия                     |
| Тотнъм Хотспър Първа титла |

## Weblinks
- Официална страница на УЕФА за КНК 1962/63 Архив на оригинала от 2016-01-12 в Wayback Machine.
- Репортаж за финала през 1963 г.